# Wiaczesław Majzel
Wiaczesław Majzel (ang. tr.: Vyacheslav Mayzel, ur. 13 stycznia 1972) – izraelski bokser, dwukrotny uczestnik mistrzostw świata w boksie w roku 1991 i 1997, uczestnik mistrzostw Europy 1998, finalista pucharu świata w roku 1994.

## Kariera
W styczniu 1991 zwyciężył w międzynarodowym turnieju w Sztokholmie, wygrywając w kategorii lekkiej. W finale pokonał na punkty (5:0) reprezentanta ZSRR Serguriego Masliani.
W listopadzie 1991 rywalizował na Mistrzostwach Świata 1991 w Sydney. Majzel odpadł w 1/16 finału, przegrywając w nim z Kubańczykiem Julio Gonzálezem. W marcu 1992 rywalizował w turnieju kwalifikacyjnym dla Europy na Letnie Igrzyska Olimpijskie 1992 w Barcelonie. Odpadł w 1/8 finału kategorii lekkiej, przegrywając na punkty (13:14) z Tiborem Rafaelem.
W czerwcu 1994 rywalizował w kategorii lekkiej w Pucharze Świata 1994 w Bangkoku. Rywalizację zakończył na 1/16 finału po porażce z Koreańczykiem Kim-Taik Seungiem.
W październiku 1997 rywalizował w kategorii lekkopółśredniej na Mistrzostwach Świata 1997 w Budapeszcie. Rywalizację  rozpoczął od zwycięstwa nad Gruzinem Giorgim Kapanadze, pokonując go po dogrywce (+12:12). Do 1/8 finału awansował bez walki, gdyż jego rywal, Irańczyk Babak Moghimi nie przystąpił do pojedynku. W 1/8 finału pokonał na punkty (19:11) Algierczyka Benamara Meskine. W ćwierćfinale przegrał z Rumunem Dorelem Simionem, ulegając mu na punkty (7:19). W maju 1998 rywalizował na Mistrzostwach Europy 1998, jednak odpadł już w eliminacjach.
Jest finalistą turnieju Tammer z roku 1991 oraz półfinalistą z roku 1997.